# Рогожка (река)
Рогожка — река в России, протекает в Московской области. Левый приток Рожайки.
Берёт начало из пруда к северу от деревни Лаговское, примерно 0,5 км к востоку от Старого Симферопольского шоссе и микрорайона Львовский Подольска. Течёт на восток. Устье реки находится в 23 км по левому берегу реки Рожайки. Длина реки составляет 12 км.
Имеет несколько левых притоков (наиболее крупный — речка Раковка) и несколько правых притоков.
Вдоль течения реки от истока до устья расположены населённые пункты Лаговское, Алтухово, посёлок радиоцентра «Романцево», Матвеевское, Новогородово, Новоселки, Сынково, Хряслово, Пузиково.
По данным Государственного водного реестра России, относится к Окскому бассейновому округу. Речной бассейн — Ока, речной подбассейн — бассейны притоков Оки до впадения Мокши, водохозяйственный участок — Пахра от истока до устья.